# هارولد إي. كومستوك
هارولد إي. كومستوك (بالإنجليزية: Harold E. Comstock)‏ هو ضابط أمريكي، ولد في 20 ديسمبر 1920 في فريسنو في الولايات المتحدة، وتوفي في 3 أبريل 2009 في كلوفيس في الولايات المتحدة.